# Procnias
Procnias là một chi chim trong họ Cotingidae.